# 영 마지노
영 마지노(Young Mazino, 1991년 8월 27일 ~ )는 한국계 미국인 배우이다.

## 출연 작품

### 영화
- 오퍼스 (2025) - 켄트 역

### 텔레비전
- 성난 사람들 (2023) - 폴 조 역
- 더 라스트 오브 어스 (2025~) - 제시 역